# 長栄大学

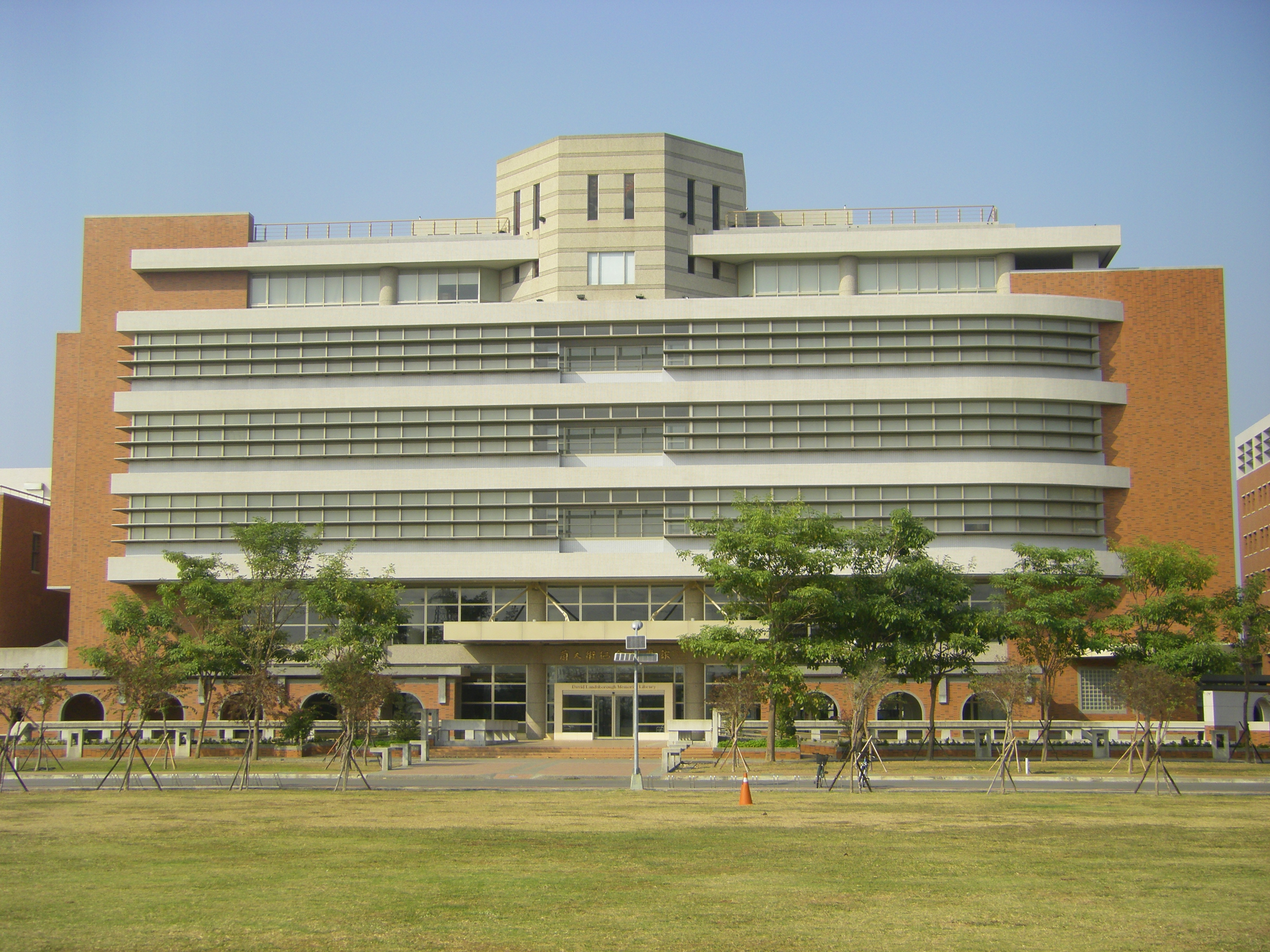
蘭大衛紀念図書館

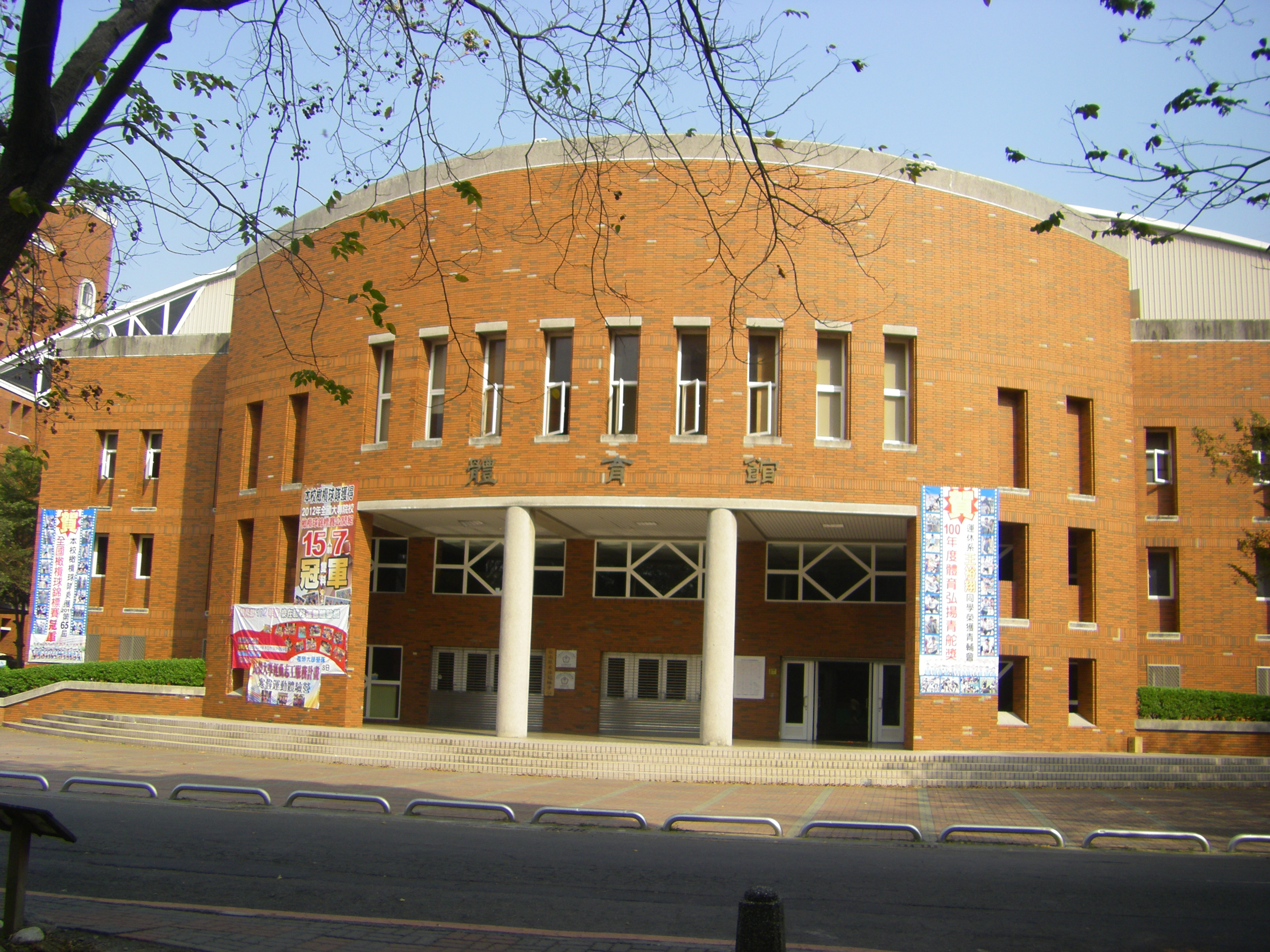
綜合体育館

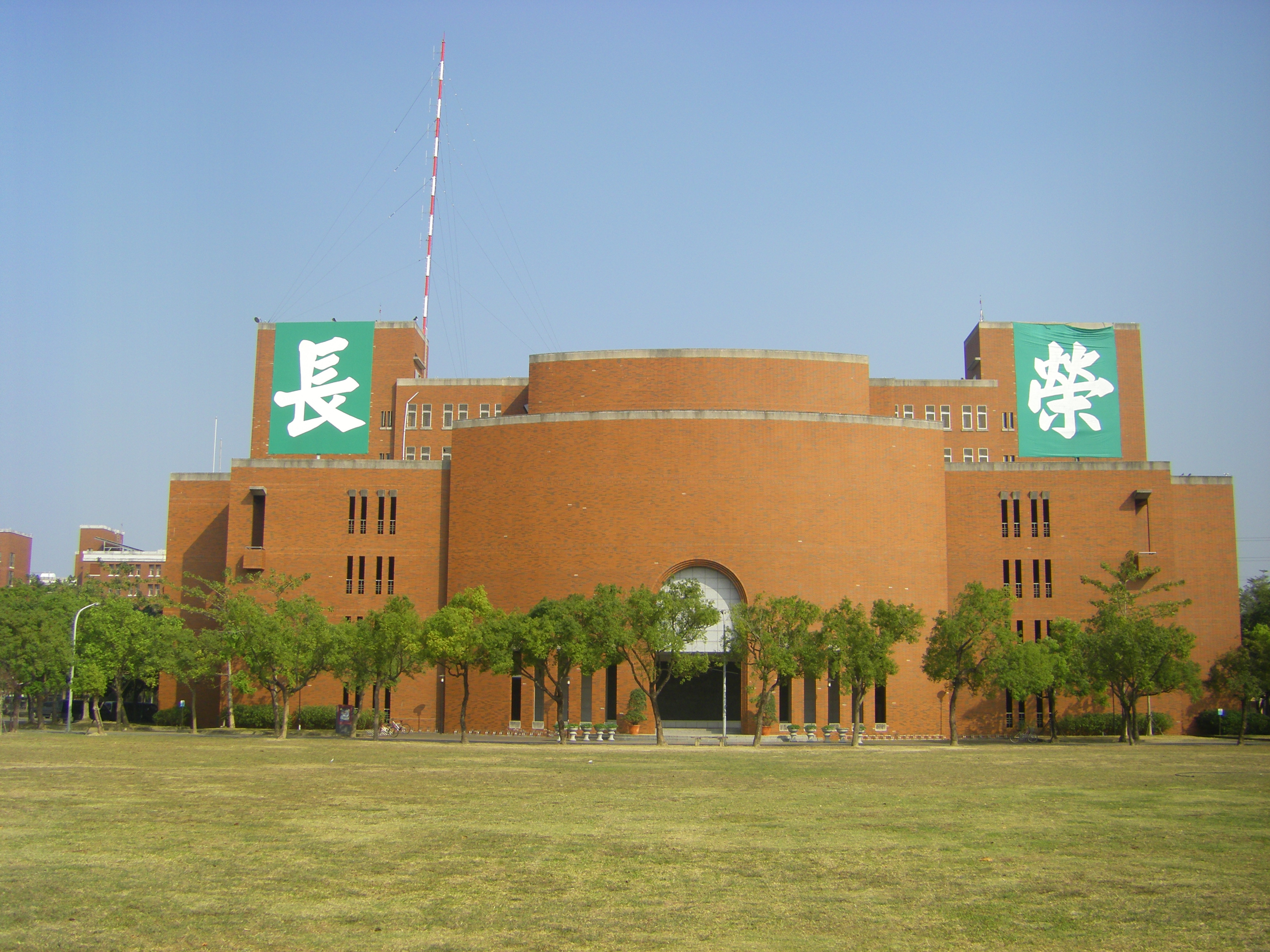
第二教学大楼

長栄大学（ちょうえいだいがく、英語: Chang Jung Christian University、公用語表記: 長榮大學）は、中華民国台南市帰仁区長大路1号に本部を置く台湾の私立大学で、台湾基督長老教会の大学である。

## 歴史
- 1989年6月 - 教育部（文部科学省）から「長栄工学院」設立の認可が降りる。
- 1990年2月3日 - 財団法人の登記完了。
- 1992年11月16日 - 「長栄工学院」を「長栄管理学院」に改称。
- 1993年2月16日 - 「財団法人私立長栄管理学院」として登録。
- 2002年10月1日 - 「長栄管理学院」を「長栄大学」に改称。
- 2018年11月19日 - 2021年3月までの分校開設を目途に、沖縄県宮古島市の宮古島市役所城辺庁舎に日本教育センターを開設[1][2]。

## 組織
- 神学部
- 管理学部
- 健康科学学部
- 人文社会学部
- 情報・デザイン学部
- 安全衛生科学学部
- 美術学部
- 環境教育国際実験学部
- 永続教育学部
- リベラルアーツ教育学部